# 厳原町
厳原町（いづはらまち）は、九州の北沖に当たる長崎県の対馬の南部にある町。対馬振興局（旧対馬支庁、旧対馬地方局）の所在地であった。2004年3月1日に、平成の大合併で対馬市となり自治体としては消滅した。

## 地理
厳原町は対馬の南端に位置する。東部から南部はリアス式海岸が発達しているが、西部はほぼ一直線に断崖絶壁の海岸線が続く。内陸部は300m〜650m級の急峻な山が連なる。平地は西部の佐須川流域を除き、大規模なものはほとんど無い。このため集落は僅かな平地のある河口部などに点在し、集落間の道路はほとんどが曲がりくねった山道である。
最大市街地は東部の厳原地区で、同地区は昭和35年調査から平成12年調査まで離島では珍しい人口集中地区を形成していた。同地区は対馬の政治・経済の中心でもあり、県や国の出先機関も多数所在する。
- 山 ： 有明山（558.09m[注 1]）、龍良山（558.38m[注 2]）、矢立山（648.40m[注 3]）
- 川 ： 阿連川、佐須川、瀬川

## 歴史
町役場付近は対馬国の国府が置かれた地と考えられているが、いまだその遺構は見つかっていない。文永の役では町西部の小茂田浜に元・高麗軍が襲来し、大きな被害を受けた。
鎌倉時代に、対馬を治める宗氏が対馬中部の峰町佐賀地区から厳原地区に移館して城下町となり、以来対馬の中心地となっている。この城下町にあたる地域は初め与良と呼ばれ、時代毎に国府、府中または府内と呼称が変遷している。府中は中世における「対馬八郡」のうちの与良郡、および近世における「対馬八郷」のうちの与良郷に所在したが、郡郷域に含めないとする見方もある。府中は明治維新後の明治2年に「厳原（いづがはる）」に改称したが、後に読みを「いづはら」と改めた。また、与良郷など対馬八郷は明治5年までに廃止された。

### 近現代
- 1874年（明治7年）6月1日 - 厳原小学校が設置される。
- 1905年（明治38年） - 上下県郡総町村立対馬中学校（長崎県立対馬高等学校の前身）が設立される。
- 1948年（昭和23年） - 厳原港に海上保安庁厳原海上保安部（現・対馬海上保安部）が置かれる。
- 1959年（昭和34年）3月 - 厳原町役場久田支所が廃止される。
- 1974年（昭和49年） - 厳原港大橋が開通。
- 1978年（昭和53年）9月1日 - 対馬高校が現在地に移転。
- 1980年（昭和55年） - 第一回「厳原港まつり」が開催される。
- 2002年（平成14年）8月4日 - 国道382号小浦 - 厳原バイパス（厳原トンネルなど）が開通。

### 行政区域の変遷
- 1908年（明治41年）4月1日 - 島嶼町村制施行により、下県郡のうち後の町域にあたる以下の各町村が発足[7]。
  - 厳原町（旧厳原城下10箇町[注 5]・厳原村・久田村・南室村・小浦村・曲村が合併）
  - 与良村（豆酘村・尾浦村・安神村・久和村・与良内院村・豆酘内院村・豆酘瀬村・佐須瀬村・内山村が合併）
  - 佐須村（久根浜村・久根田舎村・上槻村・椎根村・小茂田村・樫根村・下原村・阿連村が合併）
- 1912年（明治45年）4月1日 - 以下の廃置分合が行われる[8][9]。
  - 厳原町の一部（大字久田）と与良村の一部（大字尾浦・安神・久和・与良内院・豆酘内院・豆酘瀬・佐須瀬・内山）が合併し、久田村が発足。
  - 与良村の残部（大字豆酘）を豆酘村として分立。
- 1956年（昭和31年）9月30日 - 厳原町・久田村・豆酘村・佐須村が合併し、改めて厳原町が発足[10]。
- 2004年（平成16年）3月1日 - 下県郡美津島町・豊玉町・上県郡峰町・上県町・上対馬町と合併し市制施行。対馬市が発足し、厳原町は自治体として消滅。

## 地名
大字を行政区域とする。
- 厳原北里（いづはらきたざと）[注 6]
- 厳原西里（いづはらにしざと）[注 7]
- 厳原東里（いづはらひがしざと）[注 8]
- 今屋敷（いまやしき）
- 大手橋（おおてばし）
- 久田道（くたみち）
- 小浦（こうら）
- 国分（こくぶ）
- 桟原（さじきばら）
- 田渕（たぶち）
- 天道茂（てんどうしげ）
- 中村（なかむら）
- 南室（なむろ）
- 日吉（ひよし）
- 曲（まがり）
- 宮谷（みやだに）

旧久田村
- 安神（あがみ）
- 内山（うちやま）
- 尾浦（おうら）
- 久田（くた）
- 久和（くわ）
- 佐須瀬（さすせ）
- 豆酘瀬（つつせ）
- 豆酘内院（つつないいん）
- 与良内院（よらないいん）

旧豆酘村
豆酘村時代、大字は設置されていなかった。厳原町編入時に大字豆酘が発足し、1958年、遅れて豆酘の一部が独立する形で浅藻が発足。
- 浅藻（あざも）
- 豆酘（つつ）

旧佐須村
- 阿連（あれ）
- 樫根（かしね）
- 久根田舎（くねいなか）
- 久根浜（くねはま）
- 上槻（こうつき）
- 小茂田（こもだ）
- 椎根（しいね）
- 下原（しもばる）

## 教育
（2004年3月時点）

### 高等学校
- 長崎県立対馬高等学校

### 中学校
- 厳原町立厳原中学校
- 厳原町立久田中学校（くた）
- 厳原町立佐須中学校（さす）
- 厳原町立豆酘中学校（つつ）

### 小学校
- 厳原町立阿連小学校（あれ）
- 厳原町立厳原小学校
- 厳原町立大調小学校（おおつき）
- 厳原町立金田小学校（かんだ）
- 厳原町立北小学校
- 厳原町立久田小学校
  - 内山分校
- 対馬市立内院小学校
- 厳原町立久和小学校（くわ）
- 厳原町立豆酘小学校
  - 瀬分校

## 交通
- 最寄り空港は対馬空港

### バス路線
- 対馬交通

### 道路
- 国道382号
- 長崎県道24号厳原豆酘美津島線
- 長崎県道44号桟原小茂田線

### 船舶
- ジェットフォイル（九州郵船「ヴィーナス」）

上対馬町 - 厳原港 - 壱岐 - 博多港
- フェリー（九州郵船「フェリーちくし」・「フェリーきずな」）

厳原港 - 壱岐 - 博多港
- 高速船（大亜高速海運「シーフラワー」）

厳原港 - 大韓民国釜山港

## 名所・旧跡・観光スポット・祭事・催事

### 名所・旧跡・観光スポット

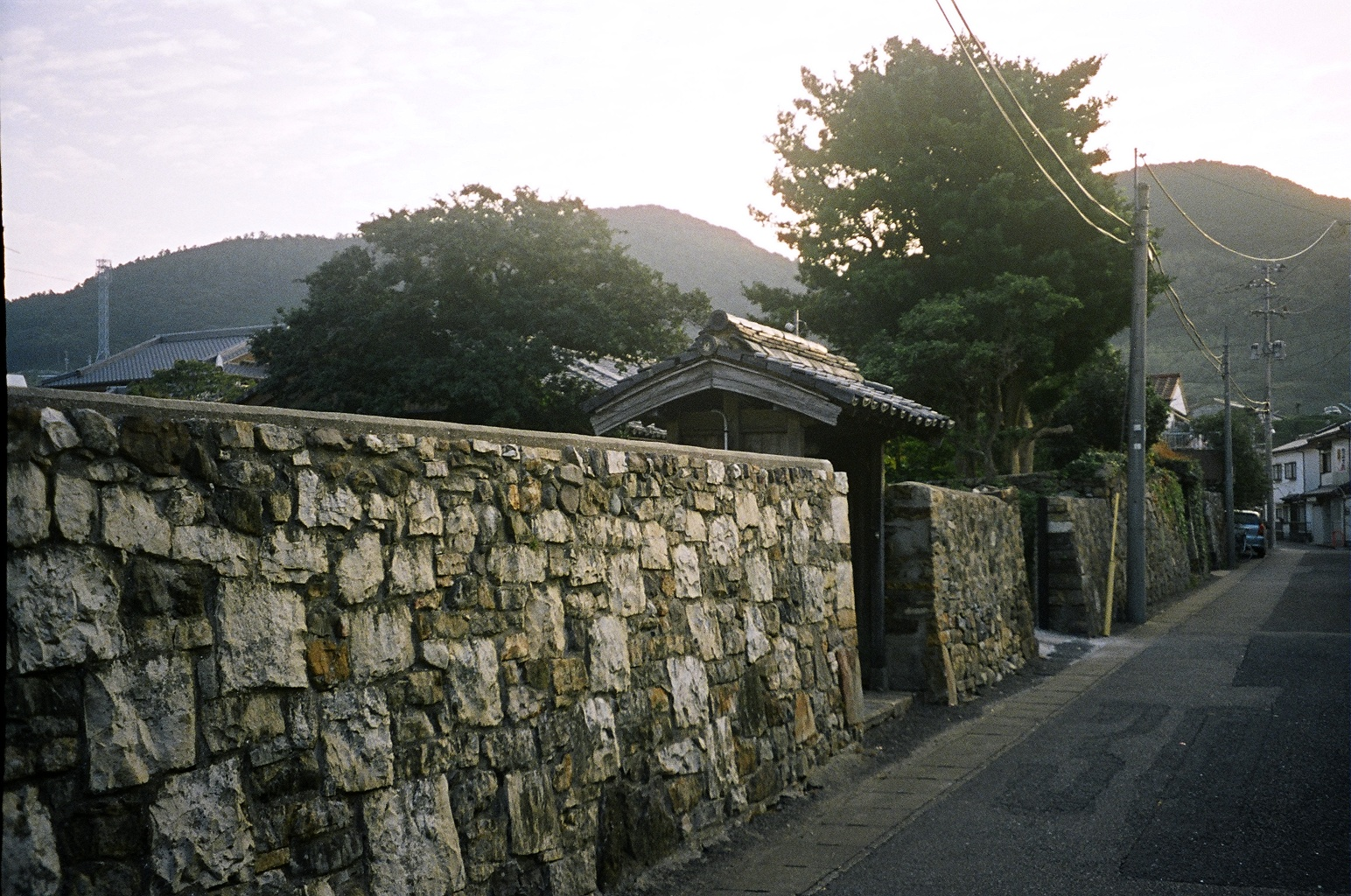
武家屋敷跡

- 万松院
- 金石城跡
- 清水山城跡
- 桟原城跡
- 武家屋敷跡
- お船江跡
- 石屋根倉庫
- 小茂田浜（元寇古戦場）
- 小茂田浜神社
- 豆酘多久頭魂神社

### 祭事・催事
- 厳原港まつり - 1964年に「厳原港まつり」として始められ、1980年に朝鮮通信使行列が加わった。1990〜2012年は「厳原港まつり対馬アリラン祭」という名称になっていたが、2012年に対馬仏像盗難事件が起こったため、祭名から「対馬アリラン」を削除した[11][12]。
- 地蔵盆
- 亀卜祭（サンゾーロー祭）
- 赤米神事